# Euphorbia versicolores
Euphorbia versicolores är en törelväxtart som beskrevs av Graham Williamson. Euphorbia versicolores ingår i släktet törlar, och familjen törelväxter. Inga underarter finns listade i Catalogue of Life.